# Via Tornabuoni

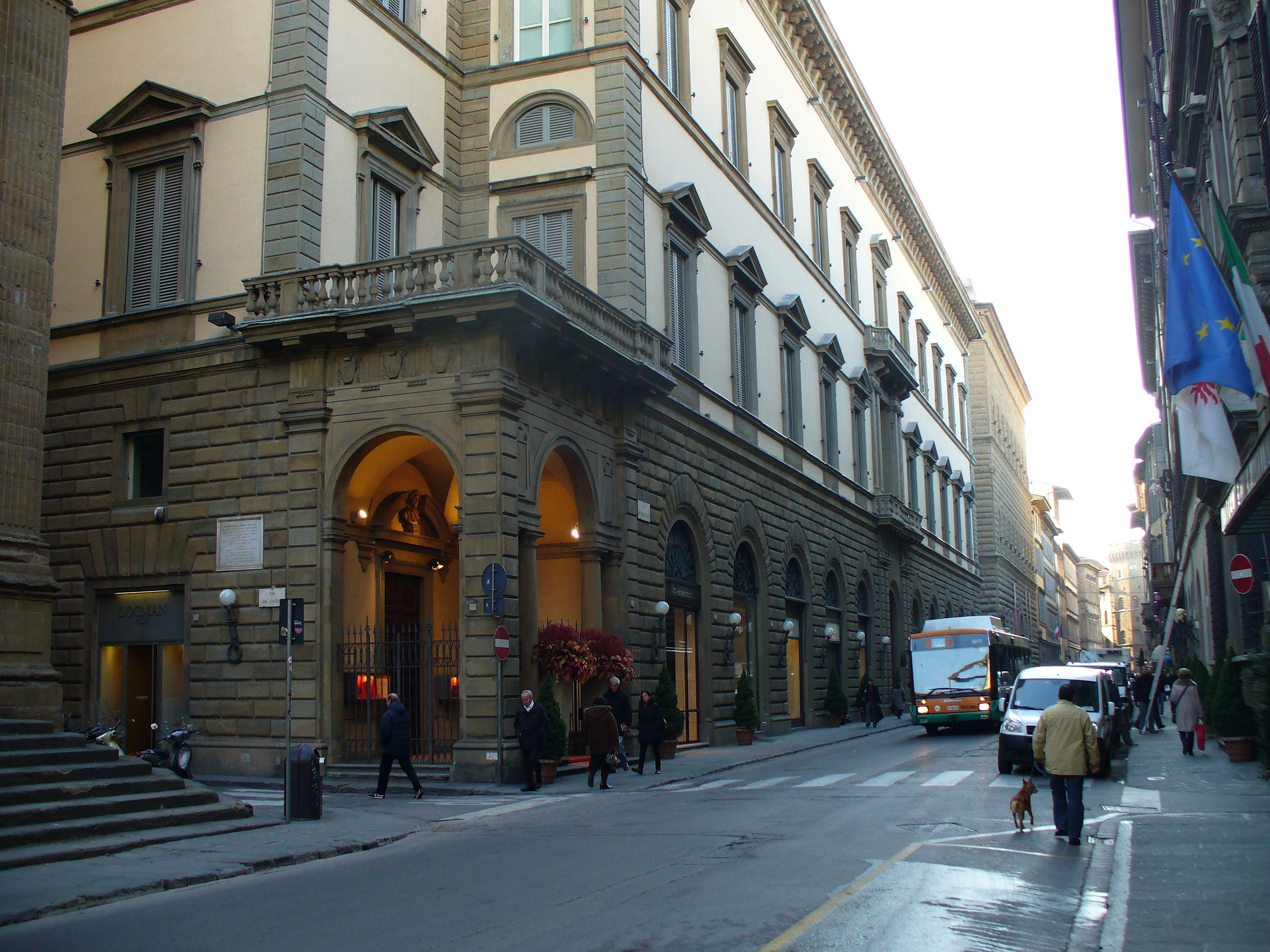
La Via Tornabuoni.

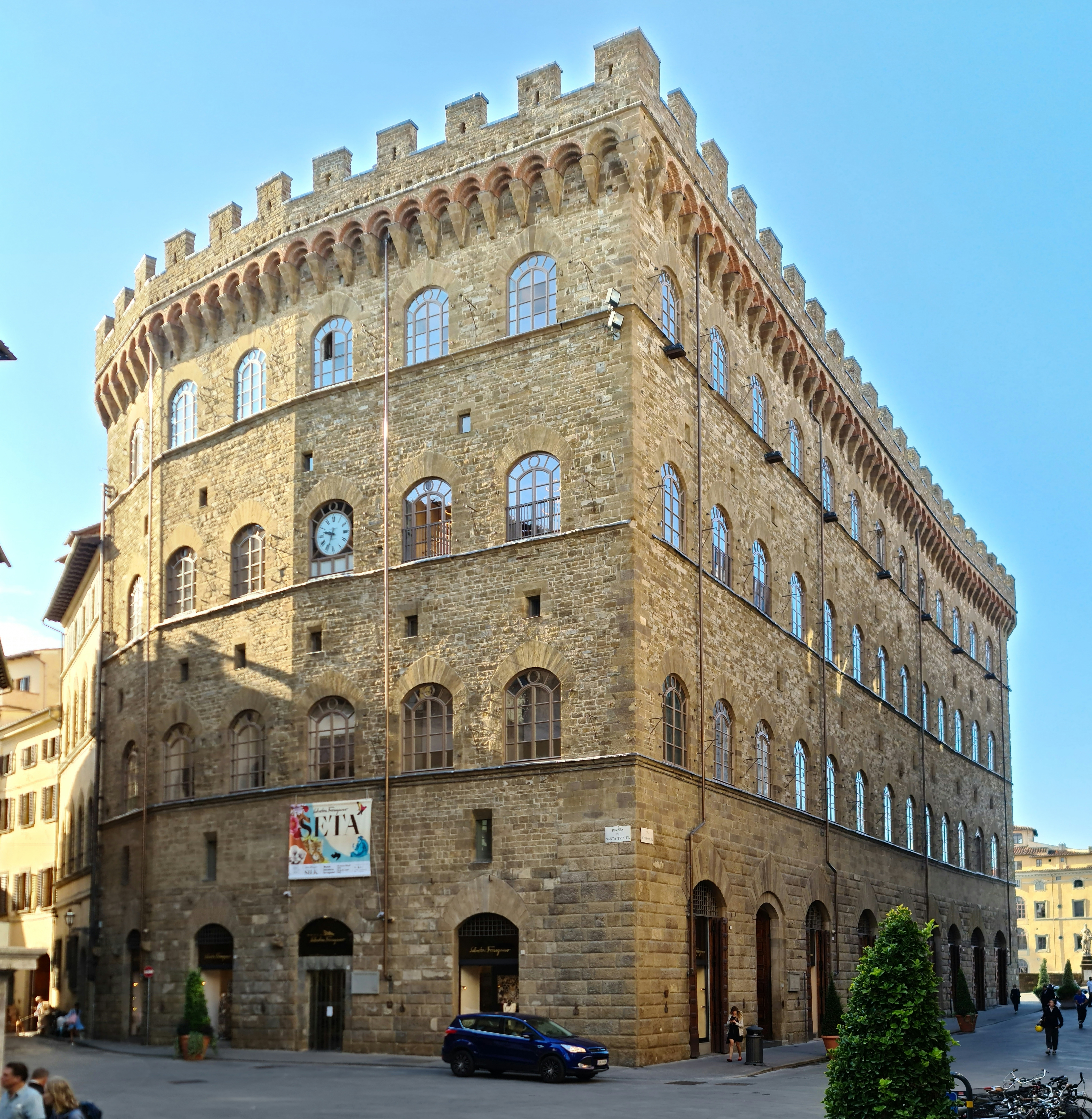
Palais Spini-Feroni

La Via Tornabuoni ou Via de' Tornabuoni est une rue du centre historique de Florence en Italie. Elle débute piazza degli Antinori (église Saints-Michel-et-Gaétan) et passe ensuite par la Piazza Santa Trinita dans le prolongement du pont Santa Trinita.

## Histoire
La route était autrefois traversée par l'enceinte romaine de la ville ; au début du Moyen Âge elle longeait le fleuve Mugnone. Près de l'actuel palais Strozzi se trouvait la porte Brancazio.
Avec l'élargissement de l'enceinte au XIIe siècle le fleuve a été détourné et la route élargie. À l'époque, elle portait des noms différents : Via Larga dei Legnaiuoli et Via dei Belli Sporti.
Après la création au XVIe siècle du grand-duché de Toscane, la via de' Tornabuoni fut l'endroit où eurent lieu la procession du palais Pitti à via Maggio et Ponte Santa Trinità, le jeu « pallone col bracciale », le Calcio florentin et les courses de chevaux.
En 1565, via Tornabuoni a reçu la colonne de porphyre qui la caractérise.
La Via Tornabuoni abritait autrefois le Cafè Casoni où, en 1919, le « cocktail Negroni » a été inventé par Camillo Negroni.

## Demeures historiques
La rue est réputée pour ses boutiques de luxe et ses nombreuses demeures historiques.
- Palais Spini-Feroni, XIVe siècle, siège du Museo Salvatore Ferragamo (it)[2]
- Palazzo Minerbetti (it) XIVe siècle
- Palazzo Buondelmonti, XVe siècle
- Palazzo Bartolini-Salimbeni (1517-1520) dessiné par Baccio d'Agnolo
- Palazzo Medici Tornaquinci (it), XVe siècle
- Palazzo Altoviti Sangalletti (it),
- Palazzo Gherardi Uguccioni (it) ou Alamanni
- Palais Strozzi (1489–1534)
- Palazzo Tornabuoni (it),
- Palazzi dei Gianfigliazzi (it), Lungarno Corsini
- Torre dei Gianfigliazzi, XIIIe siècle
- Basilique Santa Trinità
- Palazzo Minerbetti (it)
- Palazzo Strozzi del Poeta (it) (ou Giaconi)
- Palazzo del Circolo dell'Unione (it) (ou Corsi ou della Commenda da Castiglione), 1559 dessin de Vasari
- Palais Dudley
- Palazzo Viviani della Robbia (it), de Giovanni Battista Foggini
- Palazzetto Tornabuoni (it)
- Palazzo Larderel (it), ou Palazzo Giacomini, de Giovanni Antonio Dosio
- Palazzo Antinori, (1461-1469), par Giuliano da Maiano
- Église Saints-Michel-et-Gaétan.